# Hita
Hita (jap. 日田市, -shi) ist eine Stadt in der Präfektur Ōita in Japan.

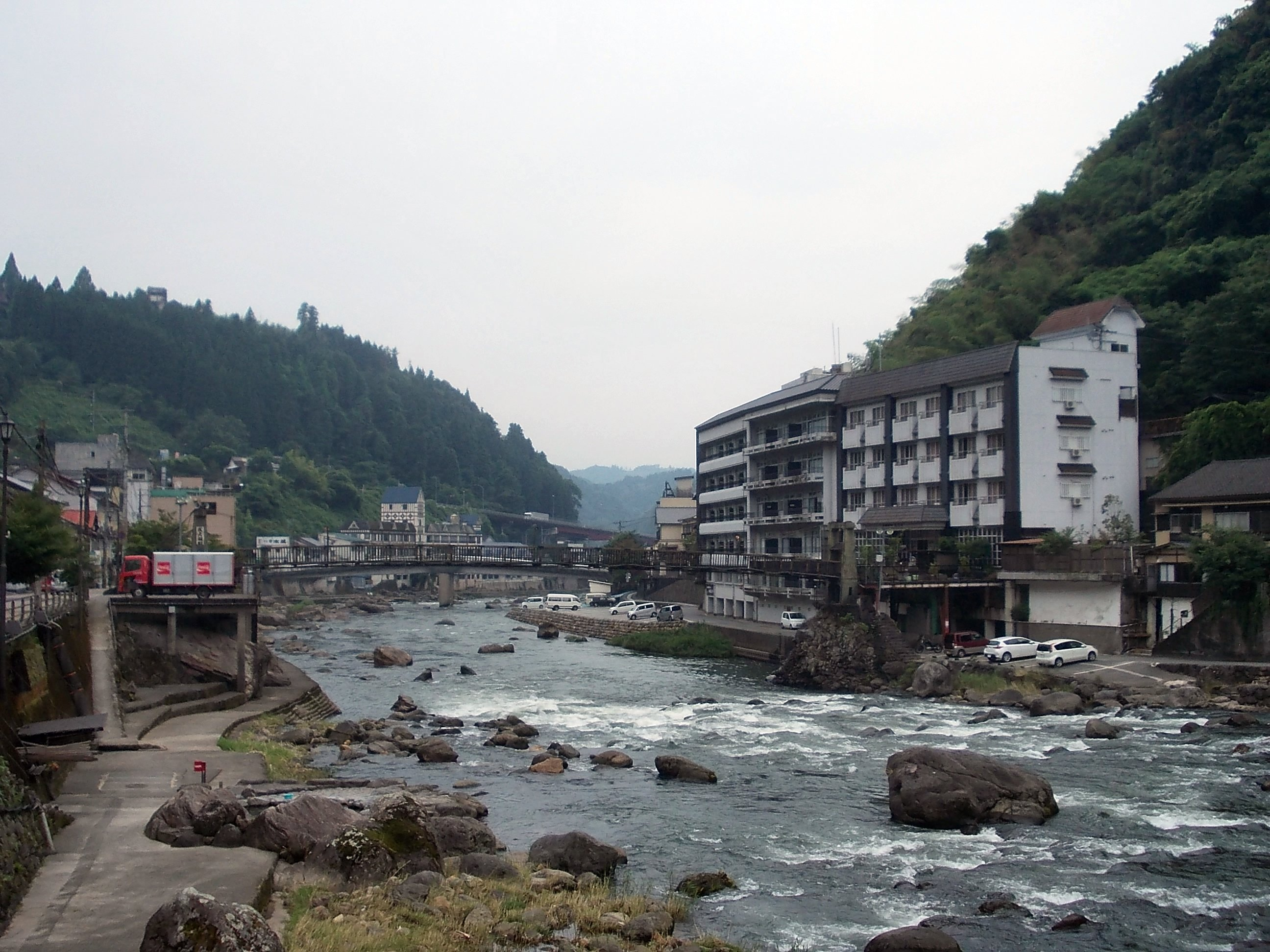
Amagase Onsen

## Geschichte
In der Chronik des Bungo no Kuni Fudoki wird Hita bereits früh erwähnt.
Am Übergang zum Mittelalter gründete der Herrscher Okura den Jigenzanyoko-Schrein, der wirtschaftliches Wachstum brachte. Im ehemaligen Hauptschrein Ono Oimatsu Tenmansha kann man noch die Holzkonstruktionen aus der Muromachi-Zeit im 14. Jahrhundert betrachten.
Die Stadt war lange Zeit unter der direkten Herrschaft der Shogune.
Das alte Hita erhielt am 11. Dezember 1940 das Stadtrecht.
Am 22. März 2005 schloss sich das alte Hita mit den Dörfern Maetsue (前津江村, -mura), Nakatsue (中津江村, -mura) und Kamitsue (上津江村, -mura), und den Städten Ōyama (大山町, -machi) und Amagase (天瀬町, -machi) zur neuen Stadt Hita zusammen.

## Sehenswürdigkeiten und Feste
- Das Gion-Fest am ersten Wochenende nach dem 20. Juli, diente ursprünglich als Schutz vor Pest, Sturm und Flut sowie als Friedensgebet und der Freude. Die bis zu 10 m hohen Schiffe, die während der Prozession getragen werden, sind faszinierend.[2]
- Sehenswert ist das Mameda-Viertel (豆田町), das von traditionellen Gebäuden und einem Schloss geprägt ist. Am dritten Wochenende im Oktober findet eine Prozession im Stile der Edo-Zeit (17.–19. Jahrhundert) statt.[2]
- Amagase-Onsen (天ヶ瀬温泉街) ist seit 1300 Jahren[1][4] bekannt für seine fünf im Flussbett liegenden öffentlichen Freiluftbäder.[2]
- Die Fischfallen aus Bambus im Takedashin-Viertel (竹田新町) werden von August bis November im Mikuma-Fluss aufgestellt. Die gefangenen Süßwasserfische, in Salz eingelegt und gegrillt, sind eine Delikatesse.[5]
- Puppenmuseum

## Geographie und Verkehr
Die Ausdehnung der Gemeinde von Ost nach West beträgt 24,88 km, von Nord nach Süd 48,63 km. Die höchste Erhebung beträgt 1231 m.
- Straßen:
  - Ōita-Autobahn
  - Nationalstraßen 210, 211, 212, 386, 387, 442, 496
- Zug:
  - JR Kyūdai-Hauptlinie: nach Ōita oder Kurume
  - JR Hita-Hikosan-Linie

## Söhne und Töchter der Stadt
- Ōkura Nagatsune (1768–1881?), Agrarwissenschaftler
- Hirose Tansō (1782–1856), Gelehrter, Pädagoge und Schriftsteller
- Inoue Kiyonao (1809–1868), Gefolgsmann des Tokugawa-Shogunats und der erste Kommissar für Auswärtige Angelegenheiten
- Tetsuya Chikushi (1935–2008), Nachrichtensprecher und Journalist
- Katsusada Hirose (* 1942), Politiker
- Hajime Isayama (* 1986), Mangaka

## Angrenzende Städte und Gemeinden
- Präfektur Ōita
  - Nakatsu
  - Kusu
- Präfektur Fukuoka
  - Asakura
  - Ukiha
  - Hoshino
  - Yabe
  - Tōhō
  - Soeda
- Präfektur Kumamoto
  - Yamaga
  - Kikuchi
  - Aso
  - Oguni
  - Minamioguni